# 玉環鳳凰螺
玉環鳳凰螺（学名：Strombus marginatus）为鳳凰螺科鳳凰螺屬下的一个种。